# Бьонди, Эрнесто
Эрне́сто Бьо́нди (итал. Ernesto Biondi, 30 января 1855—1917) — итальянский скульптор.

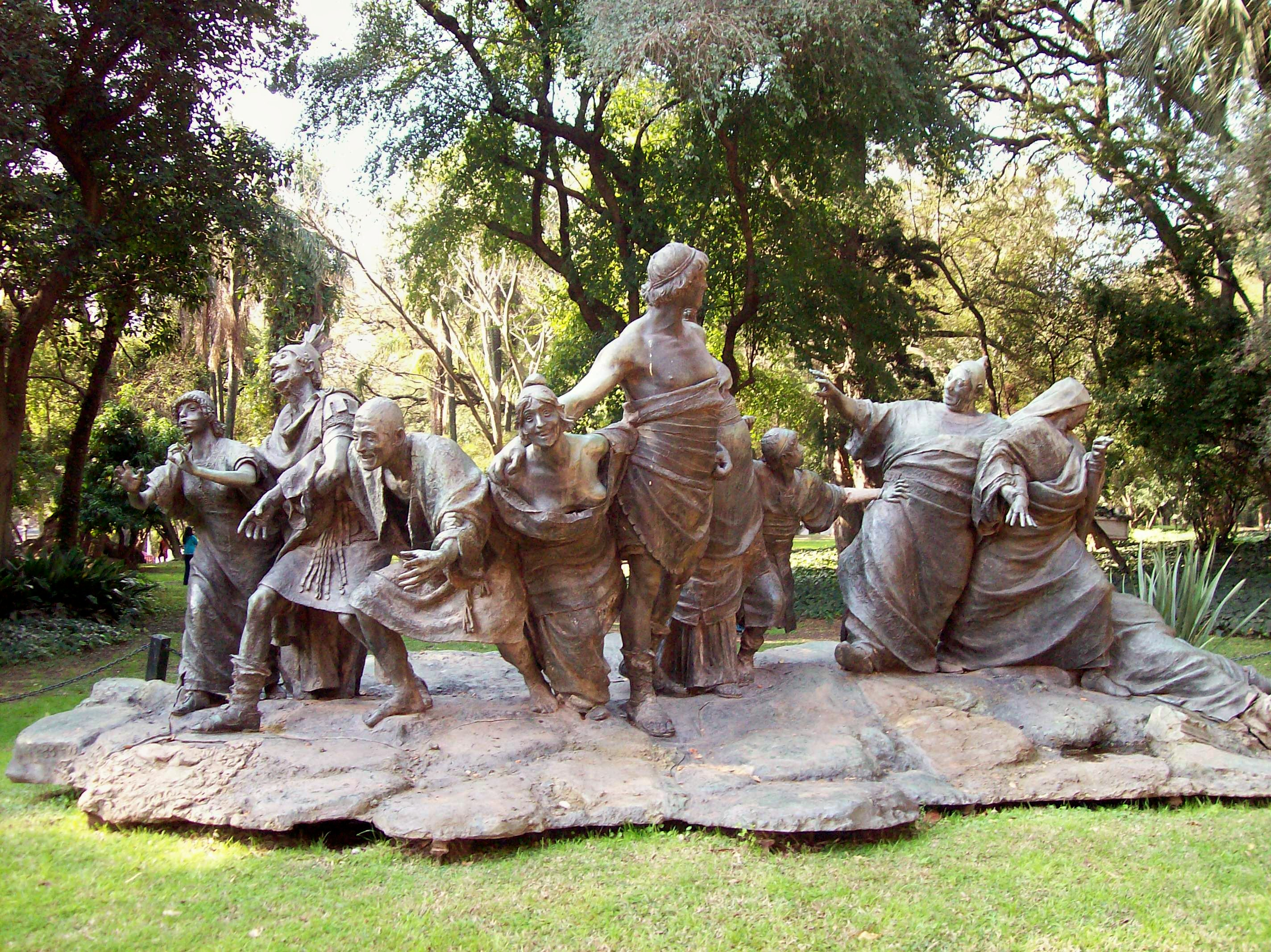
«Saturnalia», бронзовая копия 1909 года, Ботанический сад Буэнос-Айреса. Оригинал 1899 года хранится в Национальной галерее современного искусства в Риме.

В 1900 году его бронзовая композиция «Сатурналии» (итал. Saturnalia) получила Большой приз на Всемирной выставке в Париже. Этот триумф был омрачён судебным процессом в 1905 году, когда Метрополитен-музей досрочно разорвал контракт на экспозицию «Сатурналии» как не соответствующую моральным нормам. Бьонди обратился в суд Нью-Йорка, но тот поддержал решение музея, указав, что директор музея не имел права принимать решение о показе без согласия Совета поверенных музея.